# Uniwersytet Lakehead

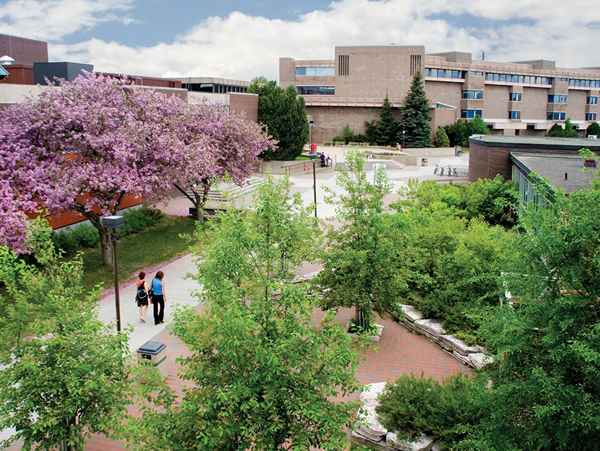
Kampus uczelni

Uniwersytet Lakehead (ang. Lakehead University) – kanadyjska uczelnia publiczna w mieście Thunder Bay, w północno-zachodniej części prowincji Ontario, założona w 1965 roku.
Zatrudnia około 475 pracowników dydaktycznych i kształci 7,5 tysiąca studentów.